# Community Resources Against Street Hoodlums

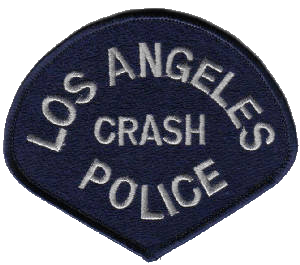
Patch in dotazione alle unità C.R.A.S.H.

La Community Resources Against Street Hoodlums (Risorse della Comunità Contro i Teppisti della Strada) in acronimo C.R.A.S.H. era un'unità speciale del Los Angeles Police Department. 

## Storia
Venne costituita nei primi anni settanta del XX secolo da Daryl F. Gates, che sarebbe poi diventato capo della polizia, per combattere il crescente problema della gang di strada di Los Angeles. L'obbiettivo principale della C.R.A.S.H. era quello di combattere i crimini legati alle bande che provenivano soprattutto dalla crescita del traffico di droga.
Gli agenti C.R.A.S.H. dovevano anche ottenere informazioni sulle gang a loro assegnate e passare le informazioni ai vari distretti. Gli appartenenti alle unità C.R.A.S.H. avevano "grande libertà di movimento e di azione"; questa caratteristica ha portato alcuni membri ad aumentare i contrasti tra di essi e l'intera unità.
Nel marzo del 2000, l'unità C.R.A.S.H. venne chiusa dall'allora capo della polizia Bernard Parks. L'unità venne rimpiazzata da squadre antigang più piccole, molto simili alla C.R.A.S.H. ma con requisiti minimi per l'accesso molto più alti, come numerose ore di servizio e basso numero di rapporti negativi. Tuttavia con la cancellazione dell'unità C.R.A.S.H., il tasso di criminalità a Los Angeles in quell'anno tornò ad alzarsi.

## Avvenimenti importanti

### Operazione Hammer
Nell'aprile 1987, il Los Angeles Police Department acconsentì a un'iniziativa su larga scala della Community Resources Against Street Hoodlums per la repressione e il contrasto alla violenza delle bande di strada che affliggevano Los Angeles. L'operazione, sotto il nome di Hammer, iniziò nell'aprile 1987 e durò fino al 1990.

### Lo scandaloRampart
Ogni divisione del L.A.P.D. aveva un'unità C.R.A.S.H. La più famosa è senza dubbio quella della divisione Rampart. 
Il 26 febbraio 1998, due agenti C.R.A.S.H. vennero rimossi dai loro incarichi quando vennero accusati di aver tentato di coprire il pestaggio e il soffocamento di un membro della 18th Street Gang. L'agente Brian Hewitt fu accusato di aver quasi asfissiato il sospetto in una sala interrogatori quando questi si era rifiutato di dare informazioni sui crimini della sua gang. Hewitt e due dei suoi colleghi non parlarono dell'avvenimento nei loro rapporti. Successivamente il sospetto venne portato all'ospedale dove riferì l'accaduto; alcune prove, come del sangue nella sala interrogatori, incolparono i tre poliziotti, ma uno di essi venne in seguito discolpato.

## Videogiochi
Nel videogioco Grand Theft Auto: San Andreas, viene riprodotta l'unità C.R.A.S.H. (collegata al LSPD, un chiaro richiamo al LAPD), con a capo l'agente Frank Tenpenny. Le vicende di tale unità nel videogioco sembrano essere ispirate allo Scandalo Rampart.

## Cinematografia
- 1988 - Colors - Colori di guerra, regia di Dennis Hopper